# Église Notre-Dame de Salau
L'église Notre-Dame de Salau est une église romane du XIIe siècle située en France au village de Salau, sur la commune de Couflens, dans le département de l'Ariège, en région Occitanie.

## Description
C’est une église romane de taille modeste à simple nef avec un clocher-mur et cimetière attenant.

## Localisation
Elle se situe à 845 m d'altitude au bord du Salat dans le village de Salau, le plus haut dans la vallée.

## Historique
L'église date du XIIe siècle édifiée par les Hospitaliers de l'ordre de Saint-Jean de Jérusalem.
Renforcé par une crue du ruisseau des Cougnets, un de ses affluents, le Salat, a emporté la nef et le chevet le 6 novembre 1982, ceux-ci ont été rebâtis à l'identique sous la supervision de l'architecte des Bâtiments de France.
Elle fait l'objet d'un classement au titre des monuments historiques depuis le 4 avril 1911.

## Galerie

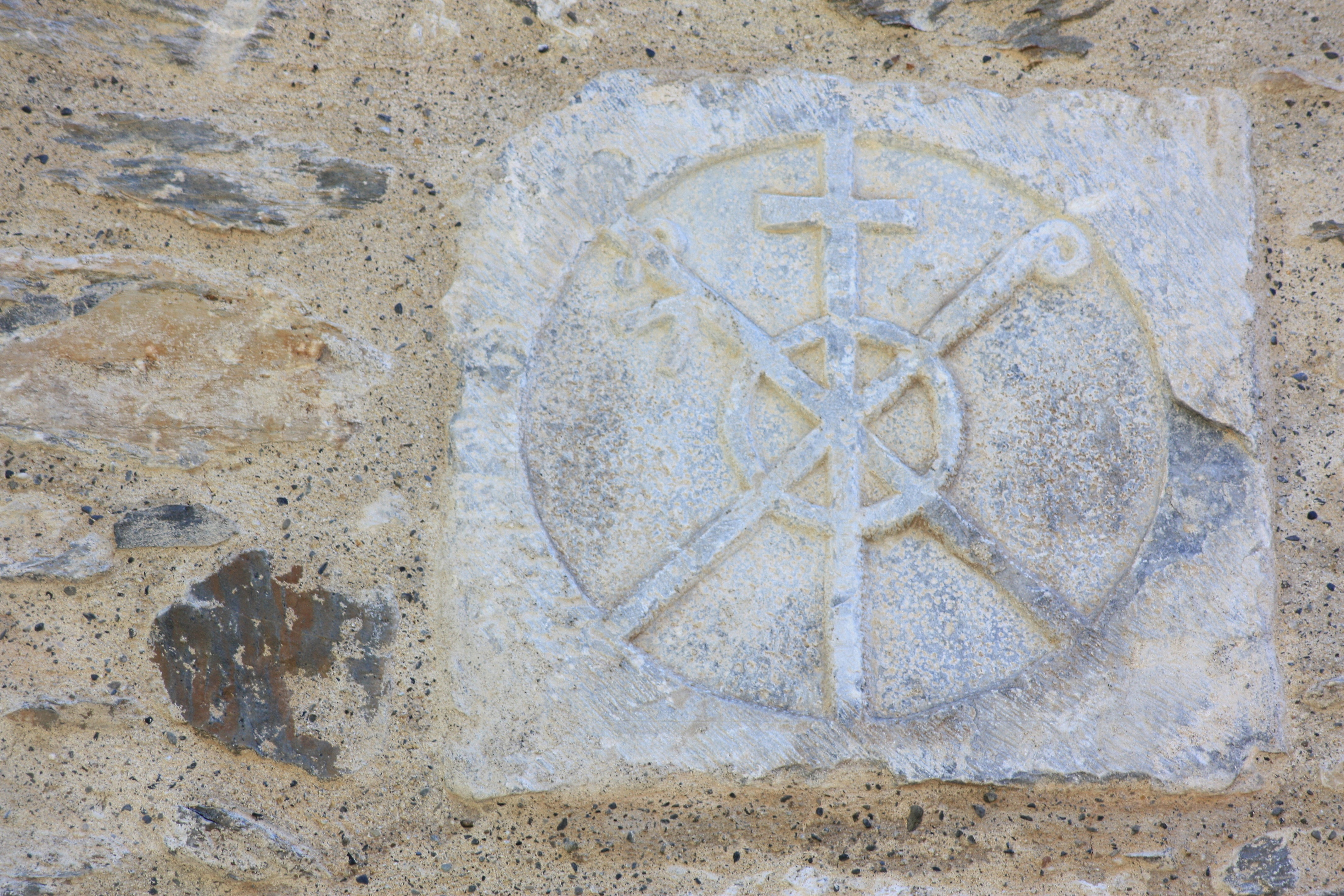
Chrisme sculpté au XIIe siècle.
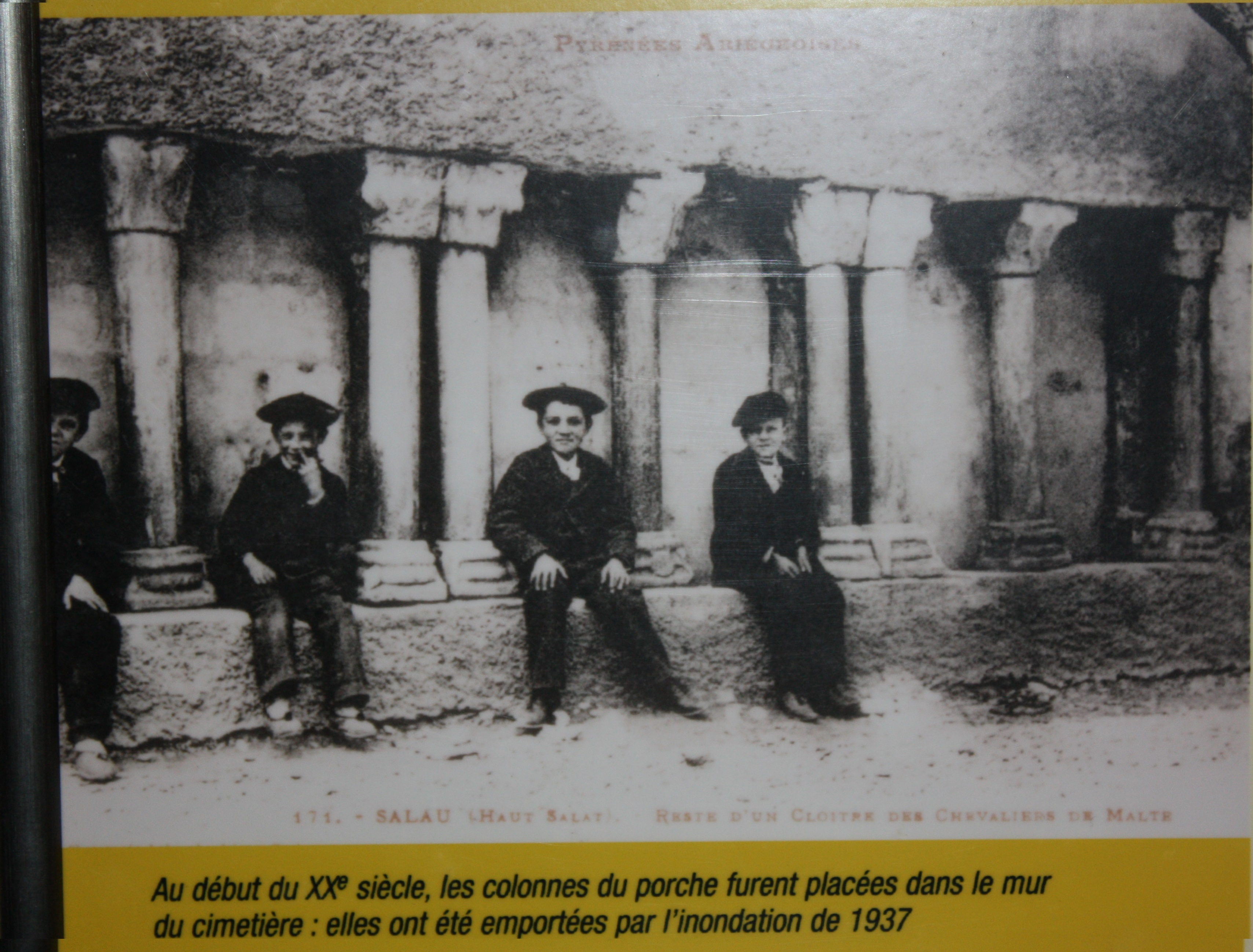
Carte postale de 1937.
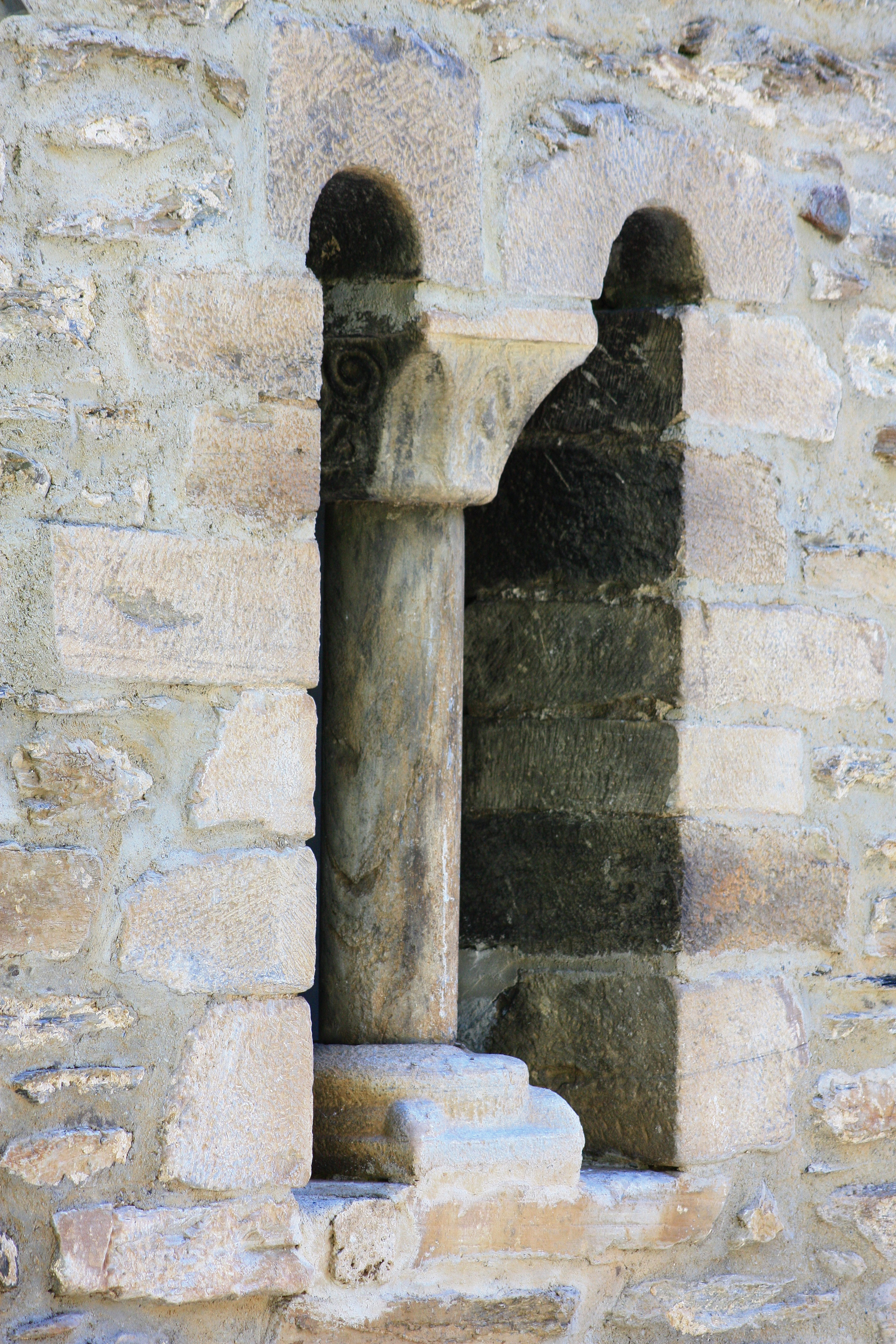
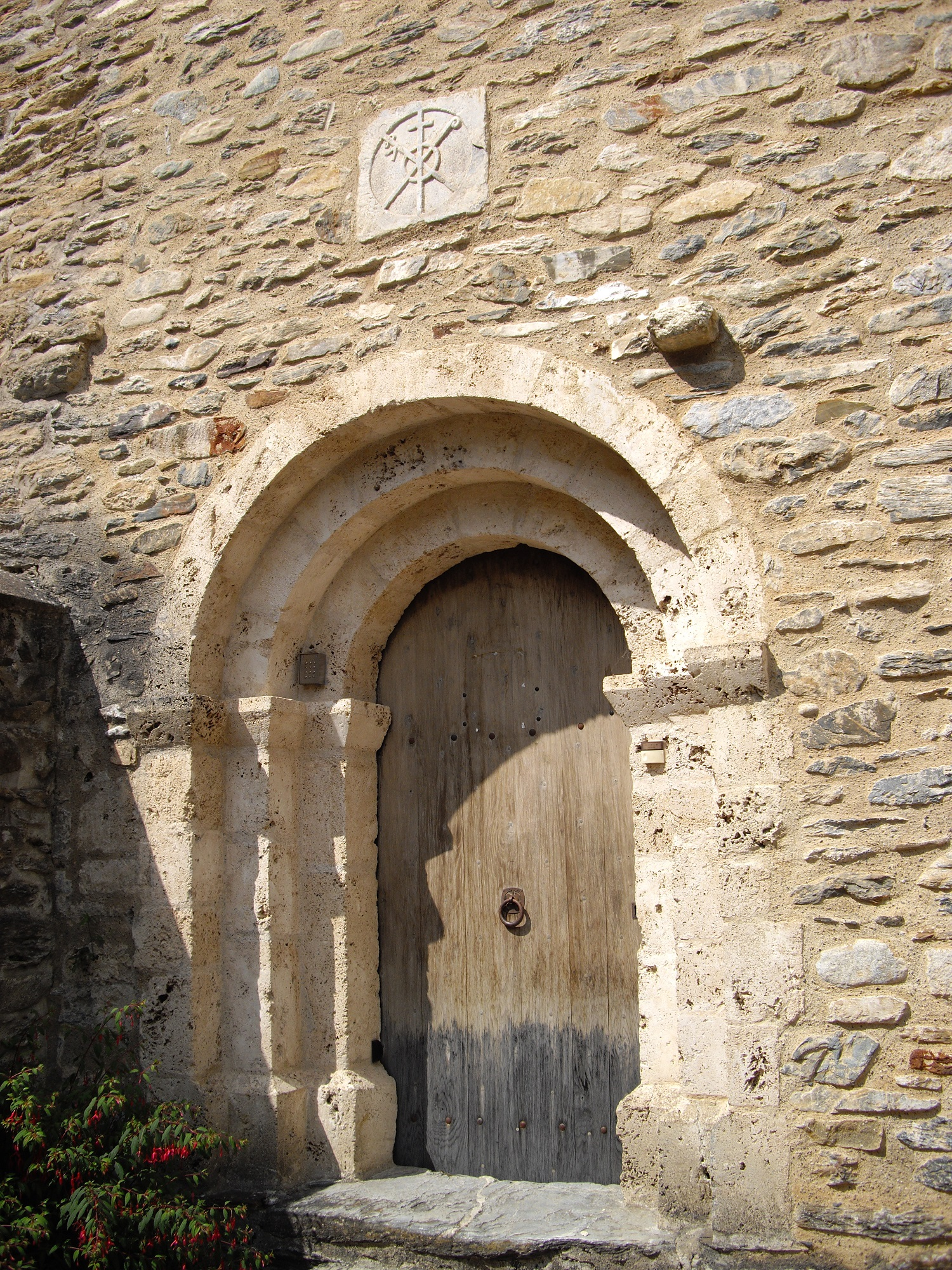
Portail.
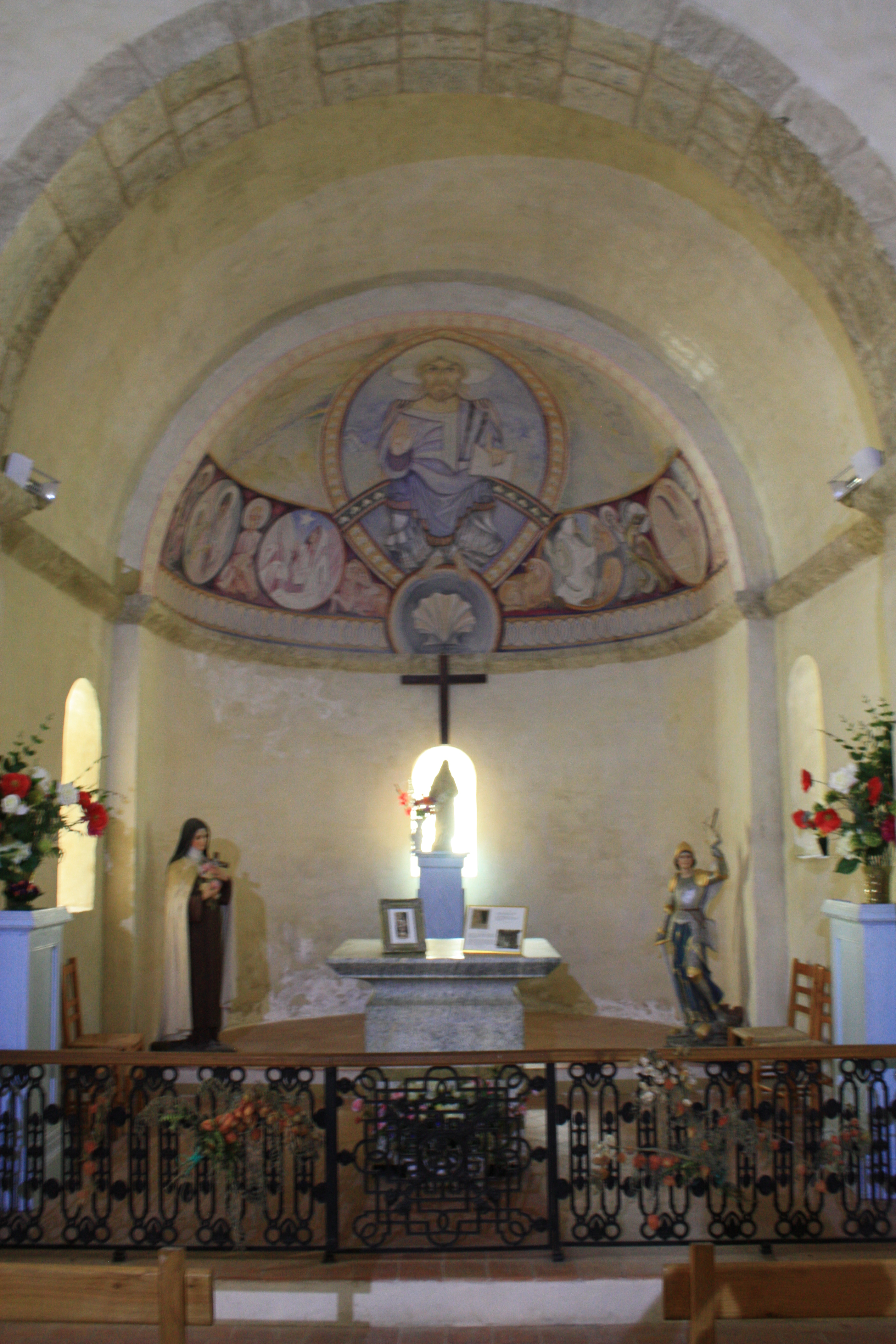
Le chœur reconstruit.
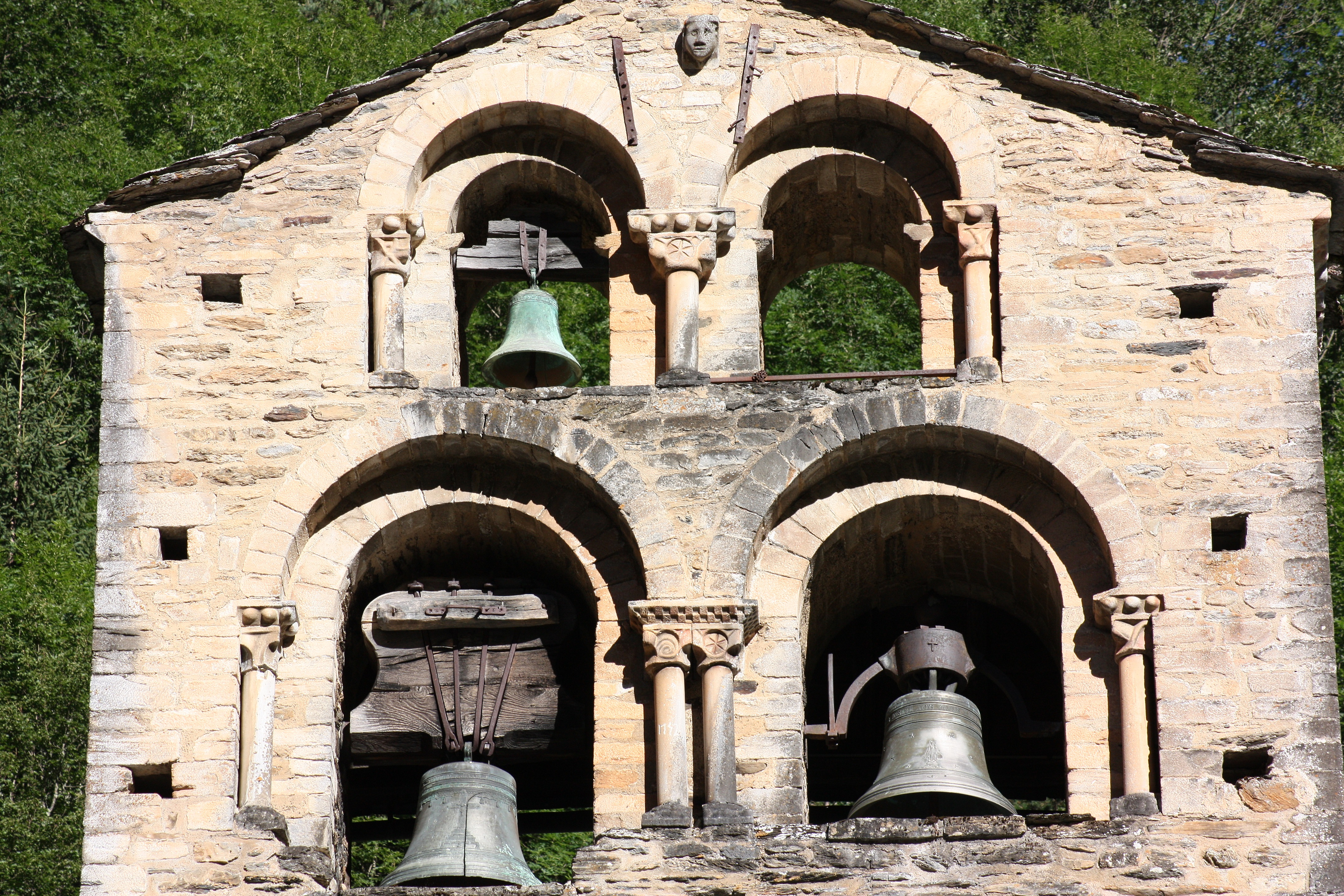
Les cloches du clocher-mur.
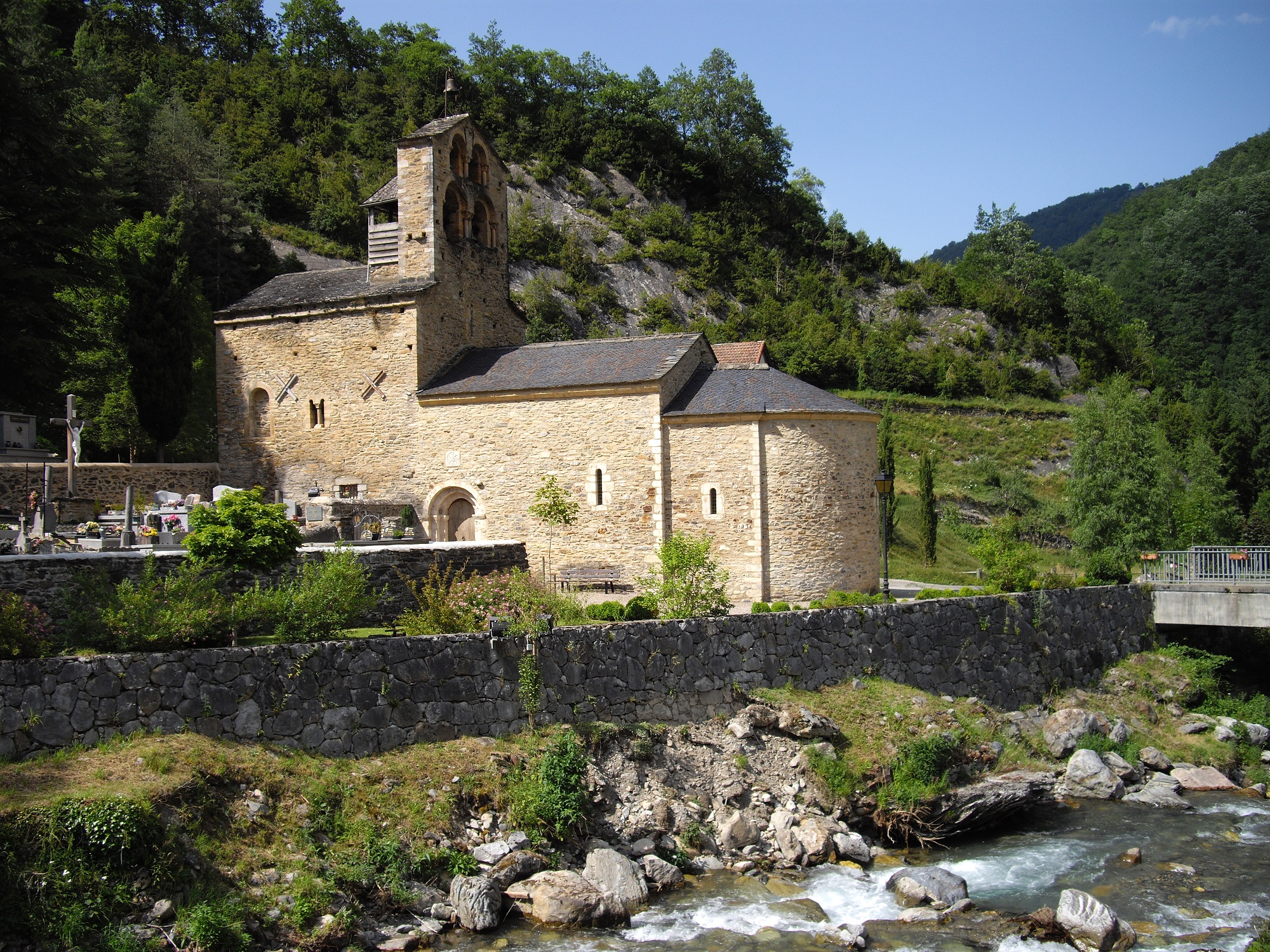
La dangereuse proximité du Salat.

## Valorisation du patrimoine
Une exposition permanente relate l’histoire de Notre-Dame de Salau et des Hospitaliers de l'ordre de Saint-Jean de Jérusalem.